# Cupressus gansuensis
Cupressus gansuensis — вид голонасінних рослин з родини кипарисових (Cupressaceae).

## Поширення
Батьківщиною цього виду є Китай (Ганьсу).